# Тасуев
Тасуе́в (укр. Тасуїв) – село, расположенное на территории Бахмачского района Черниговской области (Украина). Население составляет 66 жителей (2006 год). Плотность населения — 166,25 чел/кв.км.
Первые упоминания относятся к 1630 году. Село Тасуев находится примерно в 17 км к северо-востоку от центра города Бахмач. Средняя высота населённого пункта — 123 м над уровнем моря. Село находится в зоне умеренно континентального климата. Национальный состав представлен преимущественно украинцами, конфессиональный состав — христианами.